# Türkiye (Tageszeitung)
Türkiye (Deutsch Türkei), oft Türkiye Gazetesi genannt, ist eine türkische Tageszeitung mit Sitz in Istanbul. Ende der 1980er/Anfang der 1990er Jahre war sie die meistverkaufte Zeitung des Landes. Derzeit (Stand: Januar 2017) belegt sie auf der Liste der auflagenstärksten türkischen Zeitungen  Platz 6. Sie gilt als der Partei für Gerechtigkeit und Aufschwung (AKP) und Staatspräsident Recep Tayyip Erdoğan nahestehend.
Die bekanntesten Autoren sind Rahmi Er, Fuat Uğur und Chefredakteur İsmail Kapan. Viele Türkiye-Autoren sind oft als Kommentatoren im Nachrichtensender TGRT Haber zu sehen. Auch zur Nachrichtenagentur İhlas aus demselben Haus gibt es zahlreiche Überschneidungen.

## Eigentumsverhältnisse
Türkiye wurde am 22. April 1970 vom Unternehmer Enver Ören (1936–2013) gegründet. 1993 wurden Örens verschiedene Firmen unter dem Dach der İhlas Holding zusammengefasst. Im Jahr 2003 wurde die Mediensparte, zu der zu diesem Zeitpunkt neben der Türkiye der Fernsehsender TGRT, die Nachrichtenagentur İhlas und mehrere Zeitschriften und Magazine gehörten, in der İhlas Yayın Holding organisiert. Der Mutterkonzern İhlas Holding ist heute außer der Medienbranche in den Bereichen Bauwirtschaft, Immobilien und Energie tätig.

## Geschichte
Bis März 1972 erschien Türkiye unter dem Namen Hakikat (Wahrheit) und bis 1980 als Abendzeitung. Sie siedelte sich damals am rechten Rand des politischen Spektrums an, sie war stark nationalistisch, konservativ und islamisch. 1978 begann Türkiye als erste türkische Tageszeitung mit dem Handverkauf, wobei sich der Verleger Ören von der japanischen Tageszeitung Asahi Shimbun inspirieren ließ.
Von den Auswirkungen des Militärputsches von 1980 relativ unbehelligt, stieg Türkiye in den folgenden Jahren mit einer Reihe innovativer Maßnahmen zu einer der führenden Zeitungen des Landes auf. 1981 wurde eine eigene Druckerei gegründet und zum Offsetdruck-Verfahren gewechselt. Einige Jahre später ließ der Verlag eigene Druckmaschinen herstellen und eröffnete nacheinander Druckstandorte in Ankara, Adana, Erzurum, Samsun und Izmir. Türkiye war die erste Tageszeitung, die in der Türkei im Abonnement erhältlich war. Doch die eigentliche Innovation war, dass sie den Kauf der Zeitung mit großzügigen Prämien verband. Damit löste sie einen Promotionswettbewerb zwischen den Tageszeitungen aus, der erst 1996 gesetzlich unterbunden wurde.
Lag die verkaufte Auflage der Türkiye noch bei rund 50.000 täglich verkauften Exemplaren,, konnte mit diesen Mitteln ihre Auflage immens steigern. Am 10. Dezember 1990 verkaufte Türkiye 1.361.553 Exemplare – ein bis heute  gültiger Rekord für türkische Tageszeitungen.
Einhergehend mit dieser Entwicklung zum Massenblatt wurde Türkiye in den 1980er-Jahren politisch gemäßigter, blieb aber der nationalistisch-islamischen Linie treu.

## Deutschland-Ausgabe
Seit dem 4. Februar 1986 erscheint Türkiye auch in Deutschland, seit 1987 wird die Europaausgabe in Mörfelden-Walldorf gedruckt.

## Trivia
- Am 31. Dezember 1987 waren die Türkiye-Reporter Servet Kabaklı und Kamuran Abacıoğlu maßgeblich daran beteiligt, die Flucht von Aysel Özgür aus Bulgarien zu organisieren.[2] In der türkischen Öffentlichkeit wurde die junge Frau zum Symbol für die Unterdrückung der türkischen Minderheit in Bulgarien wurde. Die Spannungen führten im Sommer 1989 zur Flucht von rund 320.000 Türken aus Bulgarien, von denen etwa die Hälfte später wiederzurückkehrte.[7] Die Türkiye-Reporter wurden für diesen Einsatz vom damaligen türkischen Staatspräsidenten Turgut Özal ausgezeichnet.

- Am 7. Juni 2013, zum Höhepunkt der Gezi-Proteste, war Türkiye – neben Sabah, Zaman, Habertürk, Star, Güneş und Yeni Şafak – eine von sieben Tageszeitungen, die mit der identischen Schlagzeile, einer Äußerung des damaligen Ministerpräsidenten Erdoğan zu den Protesten, erschien. Kritiker werteten dies als Zeichen einer direkten Einflussnahme der Regierung.[8]